# Georg Kofler (Rechtswissenschaftler)
Georg Kofler (* 26. September 1977 in Linz, Österreich) ist ein österreichischer Rechtswissenschaftler und Professor für Internationales Steuerrecht an der Wirtschaftsuniversität Wien.

## Leben
Nach Ablegung der Matura im Jahr 1995 studierte Georg Kofler Rechtswissenschaften und Betriebswirtschaftslehre an der Universität Linz. 2002 schloss er das Doktoratsstudium der Rechtswissenschaften mit Auszeichnung ab, ein Jahr später das Doktoratsstudium der Sozial- und Wirtschaftswissenschaften, ebenfalls mit Auszeichnung. Von 2003 bis 2004 absolvierte er ein postgraduales LL.M.-Studium im Bereich International Tax Law an der New York University School of Law (Abschluss: „Master of Laws“). 2006 habilitierte er sich für das Fach Finanz- und Steuerrecht unter besonderer Berücksichtigung des Internationalen und Europäischen Steuerrechts sowie der Steuerlehre an der Universität Linz. Nach seiner Tätigkeit als Lehrbeauftragter an der Universität Linz und als Acting Assistant Professor of Tax Law im International Program (ITP) der New York University School of Law nahm er 2008 den Ruf auf die Stelle eines Universitätsprofessors für Finanz- und Steuerrecht an der Universität Linz an, wo er bis September 2020, zuletzt als Vorstand des Instituts für Finanzrecht, Steuerrecht und Steuerpolitik, tätig war. Seit Oktober 2020 ist Kofler Professor für Internationales Steuerrecht an der Wirtschaftsuniversität Wien. Er war auch als Gastprofessor an der University of Florida (2013 und 2018), der University of Sydney (2016) und der New York University (2019) tätig. 2009 war er zudem in der Abteilung für zwischenstaatliches Steuerrecht im Bundesministerium für Finanzen beschäftigt.
Kofler ist Autor bzw. Herausgeber von mehreren Fachbüchern und Verfasser von über 300 Aufsätzen und Beiträgen in Sammelwerken auf dem Gebiet des österreichischen, Internationalen und Europäischen Steuerrechts sowie Träger mehrerer Wissenschaftspreise. Er ist zudem Vortragender bei mehreren in- und ausländischen postgradualen Lehrgängen, Stellvertretender Leiter der Arbeitsgruppe „Verfassungsrecht, Unionsrecht und Finanzausgleich (inkl. Landes- und Gemeindeabgaben)“ des Fachsenats für Steuerrecht der Kammer der Steuerberater und Wirtschaftsprüfer (KSW), Leiter der „ECJ Task Force“ der CFE Tax Advisers Europe und Mitglied des Permanent Scientific Committees der International Fiscal Association (IFA) und seit 2020 dessen stellvertretender Vorsitzender. Das Wissenschaftsmagazin des Falter heureka! wählte Kofler 2007 unter die 30 besten Nachwuchsforscher Österreichs.

## Privates
Kofler ist mit Martina Kofler-Schlögl verheiratet, Universitätsprofessorin für Öffentliches Recht an der Johannes Kepler Universität Linz. Er ist der Sohn des Wirtschaftswissenschaftlers Herbert Kofler. Sein Bruder ist der Physiker Johannes Kofler.

## Arbeits- und Forschungsschwerpunkte
- Unternehmensbesteuerung und Umgründungen
- Primäres und sekundäres Unionsrecht im Bereich der direkten Besteuerung
- Österreichische, internationale und europäische Steuerpolitik
- Außensteuerrecht und Doppelbesteuerungsabkommen
- Finanz-Verfassungsgesetz und Finanzausgleichsrecht

## Preise
- Auszeichnung der Habilitationsschrift u. a. mit dem Mitchell B. Caroll Prize der International Fiscal Association, dem Albert-Hensel-Preis der Deutschen Steuerjuristischen Gesellschaft und dem Wolfgang Gassner Wissenschaftspreis der IFA-Landesgruppe Österreich (2007)
- Hauser Global Scholarship der New York University School of Law und Flora S. and Jacob Newman Award for distinction in the LL.M. International Tax Program (2004)
- Auszeichnung der juristischen Dissertation mit dem Ludwig-Scharinger-Preis und dem Walter Haslinger-Preis (2002)